# Зейн, Франц-Альберт Александрович
Франц-Альберт Александрович Зейн (нем. Franz Albert Seyn; 27 июля 1862 — 1918) — российский государственный деятель.

## Биография
Лютеранин. Образование получил в Полоцкой военной гимназии. В службу вступил 1 сентября 1879. В 1882 году окончил Михайловское артиллерийское училище. 7 августа 1882 выпущен подпоручиком в 38-ю артиллерийскую бригаду. Служил на Кавказе. 1 августа 1885 произведен в поручики. В 1886 поступил в Николаевскую академию генерального штаба, в 1889 году окончил её по первому разряду. Штабс-капитан (10.04.1889). Состоял при Киевском военном округе. С 26 ноября 1889 — старший адъютант штаба 19-й пехотной дивизии. С 9 апреля 1890 — обер-офицер для поручений при штабе Финляндского военного округа. Капитан (21.04.1891). Цензовое командование ротой отбывал в Красноярском 95-м пехотном полку (25.10.1891 — 31.10.1892). С 20 мая 1895 — старший адъютант штаба Финляндского военного округа. Подполковник (6.12.1895). Цензовое командование батальоном отбывал в 1-м Финляндском стрелковом полку (1.05 — 1.09.1899). Полковник (1899).
С 9 сентября 1900 — директор канцелярии Финляндского генерал-губернатора. Был одним из разработчиков реформы по упразднению Финляндских вооруженных сил. Генерал-майор (1905). С 24 июня 1906 по 16 ноября 1907 — гродненский губернатор. На этой должности обратил на себя внимание П. А. Столыпина и 16 ноября 1907 был назначен помощником финляндского генерал-губернатора Н. Н. Герарда. Правительство было недовольно нерешительными действиями Герарда, но отправлять его в этот момент в отставку представлялось политически нецелесообразным. Зейну при назначении предполагалось передать большинство дел по управлению Финляндией. Узнав об этом Герард сам подал в отставку, и на его место 5 февраля 1908 был назначен В. А. Бекман, который должен был стать промежуточной фигурой на посту генерал-губернатора, поскольку немедленное назначение на этот пост Зейна, соратника Бобрикова, означало бы открытый переход к жесткому политическому курсу.

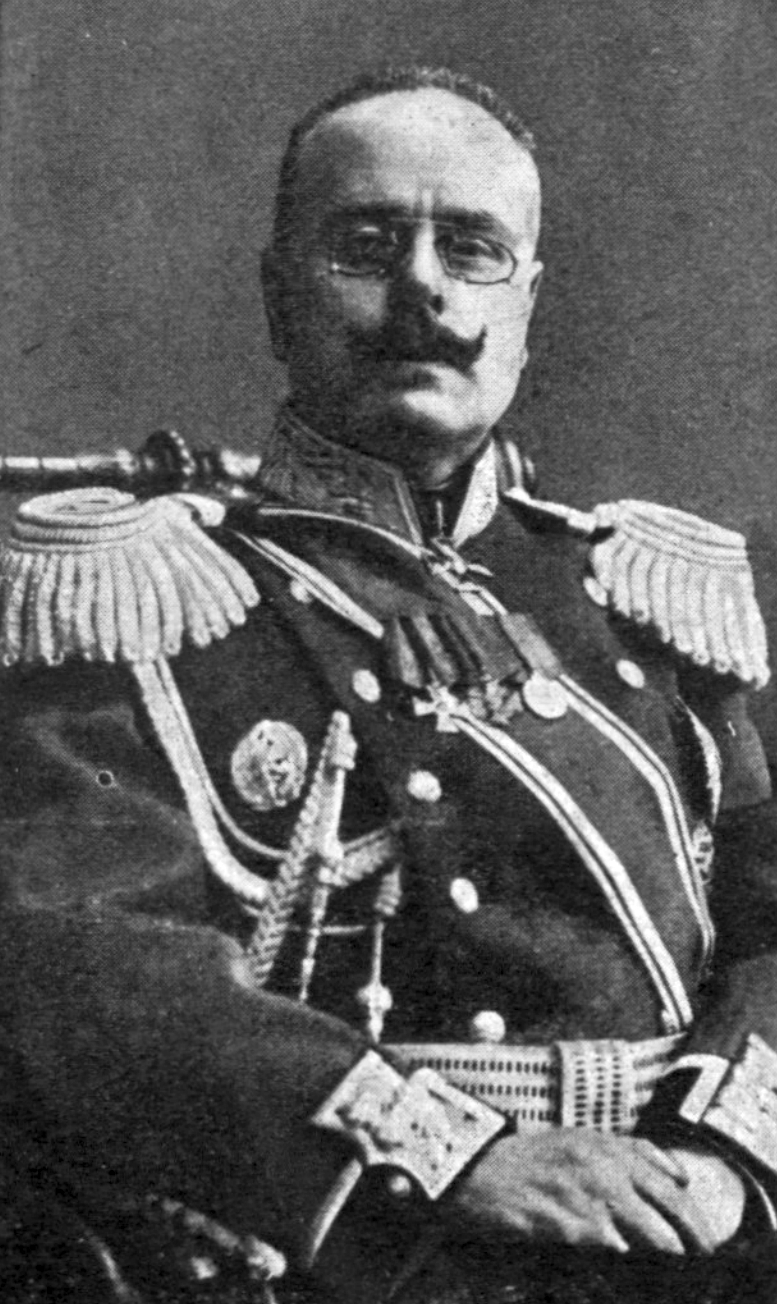
Франц-Альберт Зейн

Зейн пытался добиться ограничения финляндской автономии, уравнения русских в правах с финнами, настаивал на том, чтобы Финляндия несла пропорциональные с другими регионами расходы на военные нужды.
После отставки Бекмана в 1909 Зейн, произведенный в генерал-лейтенанты, занял его место. Важной проблемой для нового генерал-губернатора оставался вопрос о борьбе с революционным движением на территории Финляндии. По данным Департамента полиции в Финляндии продолжалась деятельность сепаратистской организации «Войма», насчитывавшей до 10 тыс. человек, и местной Красной гвардии, поскольку к их ликвидации принимались только формальные меры. Одновременно в княжестве активно действовали русские революционеры. Поскольку на финскую полицию в борьбе с подрывными элементами рассчитывать не приходилось, было предложено ввести жандармский надзор.
В 1910 Зейн предложил Столыпину создать военную флотилию в бассейне озера Сайм. По его мнению, подобная мера должна была «произвести полезное моральное воздействие на население Финляндии и поднять авторитет русской правительственной власти», а в случае беспорядков экипажи судов могли бы помочь в наведении порядка. Столыпин передал этот проект на рассмотрение морскому министру, но дальше обсуждений дело не двинулось.
17 июня 1910 было издано положение «О порядке издания касающихся Финляндии законов и постановлений общегосударственного значения», существенно ограничивавшее автономию княжества. Однако Зейн считал этот закон недостаточным и уже 27 октября 1910 представил в Особое совещание по Финляндии записку с новыми предложениями о возможных изменениях в управлении. Он предлагал установить подсудность финляндских должностных лиц имперским судам, передачу в эти суды дел по государственным преступлениям, ввести предварительную цензуру, наложить ограничения на деятельность публичных собраний и общественных организаций, увеличить численность жандармов и восстановить в Финляндии «права русского языка в делопроизводстве».
После долгих обсуждений весной 1913 на базе предложений Зейна был разработан новый законопроект. В апреле 1914 он был одобрен Советом министров, а в сентябре императором. Этот закон так и не вступил в силу, однако публикация одного из вариантов проекта в газете «Новое Время» не прошла незамеченной и вызвала новый подъем антирусских настроений в Финляндии.
Распустил несколько созывов сейма, поскольку финские политики отказывались признавать новые имперские законы, противоречившие конституции. Во время Первой Мировой войны отвечал за оборону Великого княжества.
Во время Февральской революции 2 (15) марта был арестован, находился в заключении в Трубецком бастионе Петропавловской крепости. Весной 1917 был освобожден из крепости по решению председателя Чрезвычайной следственной комиссии Временного правительства Н. К. Муравьёва. Был арестован и убит большевиками в 1918.

## Награды
- Орден Святого Станислава 3-й ст. (1890)
- Орден Святой Анны 3-й ст. (1894)
- Орден Святого Станислава 2-й ст. (1898)
- Орден Святого Владимира 4-й ст. (1902)
- Орден Святого Владимира 3-й ст. (1905)
- Орден Святого Станислава 1-й ст. (1907)
- Орден Святой Анны 1-й ст. (1910)
- Орден Святого Владимира 2-й ст. (1913)
- Орден Белого Орла (1915)